# Alice Tissot
Pour les articles homonymes, voir Tissot.
Alice Tissot est une actrice française, née le 1er janvier 1890 dans le 16e arrondissement de Paris et morte le 5 mai 1971 dans le 15e arrondissement de la même ville.

## Biographie
Alice Tissot est née au 56, rue de la Pompe. Son état-civil mentionne un mariage le 22 juin 1912 à Asnières-sur-Seine avec André Barthélémy Georges Augereau, ainsi que la profession de son grand-père et de son père, vernisseur.
Elle a mené, à partir de 1908, sous la direction de Louis Feuillade, une carrière cinématographique extrêmement prolifique (sa filmographie compte plus de 300 titres).
En 1962, elle a fait une dernière apparition cinématographique : un petit rôle dans la super production Le Jour le plus long.
Alice Tissot est morte des suites d'un cancer du larynx le 5 mai 1971 dans le 15e arrondissement. Elle est inhumée au cimetière du Père-Lachaise (division 61).

## Filmographie

### Période muette
| - 1908 : - L'Amour et Psyché court métrage (156 m) de Louis Feuillade - L'amour - L'Aveugle de Jérusalem court métrage (200 m) de Louis Feuillade - Les Couronnes tourné en deux parties La couronne de ronces, La couronne d'épines court métrage (138 m) d'Émile Cohl - Daniel dans la fosse aux lions court métrage de Louis Feuillade - Le Devoir court métrage (202 m) de Louis Feuillade - Le Dévouement d'un interne court métrage (205 m) d'Étienne Arnaud - La Dévoyée court métrage de Louis Feuillade - L'Esclave court métrage (267 m) de Louis Feuillade - L'Hôtel du silence court métrage (226 m) d'Émile Cohl - L'Incendiaire court métrage (229 m) de Louis Feuillade - Incognito court métrage (162 m) d'Étienne Arnaud - L'Innocent court métrage (244 m) de Louis Feuillade - L'Invention de la poudre court métrage de Louis Feuillade - Le Korrigan court métrage (160 m) d'Étienne Arnaud - La Légende de la fileuse ou Le Songe du pêcheur/La Sirène court métrage (130 m) de Louis Feuillade - Lucrèce court métrage de Louis Feuillade - Le Miracle des roses court métrage (114 m) d'Étienne Arnaud - Nouvelle histoire de Puce court métrage de Louis Feuillade - L'Orpheline court métrage de Louis Feuillade - Poum à la chasse court métrage de René Le Somptier - Prométhée court métrage (125 m) de Louis Feuillade - Le Récit du colonel court métrage de Louis Feuillade - Le Roman de Sœur Louise court métrage (280 m) de Louis Feuillade - Salomé court métrage de Louis Feuillade - Le Serment du glacier court métrage (185 m) d'Étienne Arnaud - Le Tabac de grand-père court métrage (160 m) de Louis Feuillade - Le Thé chez la concierge court métrage de Louis Feuillade - L'invitée qui danse - La Traite court métrage (132 m) de Louis Feuillade - Une nuit agitée court métrage de Louis Feuillade - 1909 : - André Chénier court métrage (349 m) de Louis Feuillade - La Bague court métrage (133 m) de Louis Feuillade - Beaucoup de bruit pour rien court métrage (142 m) de Romeo Bosetti - La Berceuse court métrage (104 m) de Louis Feuillade - La Boîte de Pandore court métrage (135 m) de Louis Feuillade - La Bouée court métrage (136 m) de Louis Feuillade - La Chasse au bois hanté court métrage (173 m) de Louis Feuillade - La Chatte métamorphosée en femme court métrage (119 m) de Louis Feuillade - La Cigale et la Fourmi court métrage (186 m) de Louis Feuillade - Le Collier de la reine court métrage (140 m) d'Étienne Arnaud - La Contrebandière court métrage (277 m) de Louis Feuillade - Vainqueur de la course pédestre court métrage de Louis Feuillade - La Croix de l'empereur court métrage (213 m) de Louis Feuillade - Le Crucifix court métrage (78 m) de Louis Feuillade - Les Deux Devoirs court métrage (174 m) d'Étienne Arnaud - Les Deux Mères court métrage (259 m) de Louis Feuillade - Les Deux Sœurs court métrage (262 m) de Louis Feuillade - Le Domino rouge court métrage (177 m) de Louis Feuillade - Don Quichotte court métrage (200 m) d'Émile Cohl - Le Docteur Carnaval court métrage (74 m) de Émile Cohl - L'Épave court métrage (198 m) de Louis Feuillade - Le Festin de Balthazar court métrage (290 m) de Louis Feuillade - La Fiancée du batelier court métrage (269 m) de Louis Feuillade - La Fiancée du pion court métrage (181 m) d'Étienne Arnaud - Les Filles du cantonnier court métrage (297 m) de Louis Feuillade - Une fille du cantonnier - Le Fou court métrage (226 m) de Louis Feuillade - Fra Vencenti court métrage (268 m) d'Étienne Arnaud - Les Heures : l'aube, l'aurore court métrage (68 m) de Louis Feuillade - Les Heures : le matin, le jour court métrage (30 m) de Louis Feuillade - Les Heures : le midi, la vesprée, le crépuscule court métrage (83 m) de Louis Feuillade - Les Heures : le soir, la nuit court métrage (53 m) de Louis Feuillade - Le Huguenot court métrage (310 m) de Louis Feuillade - L'Idée du pharmacien court métrage (111 m) de Louis Feuillade - Idylle corinthienne court métrage (337 m) de Louis Feuillade - Judith et Holopherne court métrage (89 m) de Louis Feuillade - Holopherne - La Légende des phares court métrage (232 m) de Louis Feuillade - La Lettre anonyme court métrage (240 m) de Louis Feuillade - Loin du bagne court métrage (217 m) de Louis Feuillade - Le Lys d'or court métrage (214 m) de Louis Feuillade et Léonce Perret - Madame Bernard court métrage de Louis Feuillade - Matelot court métrage (202 m) de Louis Feuillade - Le Mensonge de Sœur Agnès court métrage (118 m) de Louis Feuillade - La Mère du moine court métrage (188 m) de Louis Feuillade - Le Mirage court métrage (203 m) de Louis Feuillade - Le Miroir hypnotique court métrage (85 m) de Louis Feuillade - La Mort de Cambyse court métrage (147 m) de Louis Feuillade - La Mort de Sire de Framboisy court métrage de Louis Feuillade - La Mort de Mozart court métrage (264 m) d'Étienne Arnaud - Le Noël du vagabond court métrage (221 m) de Louis Feuillade - Le Paralytique court métrage (192 m) de Louis Feuillade - Pauvre chiffonnier court métrage (173 m) de Louis Feuillade - Le Péché d'une mère court métrage (227 m) de Louis Feuillade - Le Petit soldat court métrage de Louis Feuillade - La Possession de l'enfant court métrage (235 m) de Louis Feuillade - La Princesse d'Ys court métrage (295 m) d'Étienne Arnaud - Le Printemps film en 4 parties L'Éveil des sources / L'Éveil des nids - Sur les étangs / L'Amour chef d'orchestre - La Besquée / Dans les vergers - Les Jeux et les Ris / Floréal court métrage (150 m) de Louis Feuillade - Probité mal récompensée court métrage (164 m) de Louis Feuillade - Le Puits court métrage (246 m) de Louis Feuillade - Rayons et ombres court métrage (90 m) de Louis Feuillade - La Redingote court métrage (151 m) de Louis Feuillade - Le Rêve d'amour court métrage (82 m) d'Étienne Arnaud - Robert le diable court métrage d'Étienne Arnaud - Le Savetier et le Financier court métrage (140 m) d'Étienne Arnaud - Simple Histoire court métrage (149 m) de Louis Feuillade - Le Spadassin court métrage (237 m) de Louis Feuillade - Le Spectre court métrage (290 m) de Louis Feuillade - La Tirelire solide court métrage (149 m) d'Étienne Arnaud - Tu ne tueras point court métrage (120 m) de Louis Feuillade - Une femme pour deux maris court métrage d'Étienne Arnaud - Un premier amour court métrage de Louis Feuillade - Vanité court métrage (89 m) de Louis Feuillade - Vers le Pôle Sud court métrage de Louis Feuillade - Les Vieux court métrage (189 m) de Louis Feuillade - Le Voile des nymphes court métrage (101 m) de Louis Feuillade - Voleurs d'enfants court métrage (230 m) de Louis Feuillade | - 1910 : - Amphitryon court métrage (207 m) d'Étienne Arnaud - L'An Mil court métrage (279 m) de Louis Feuillade - L'Apprenti court métrage (203 m) d'Étienne Arnaud - Au temps de la chouannerie court métrage (287 m) de Louis Feuillade - Bébé Apache court métrage (108 m) de Louis Feuillade - Benvenuto Cellini court métrage (329 m) d'Étienne Arnaud et Louis Feuillade - Le Billet de loterie court métrage (170 m) de Louis Feuillade - Le Bon Samaritain court métrage (109 m) de Léonce Perret - La Brouille court métrage (298 m) de Louis Feuillade - Les Carbonari court métrage (310 m) de Louis Feuillade - Les Chaînes court métrage (116 m) de Émile Cohl - Christophe Colomb court métrage (333 m) d'Étienne Arnaud - La Colombe court métrage (151 m) d'Étienne Arnaud - Conscience de fou court métrage de Louis Feuillade - Le Demi-solde court métrage (293 m) d'Étienne Arnaud - La Dot de la forêt court métrage (194 m) d'Étienne Arnaud - Le Doute court métrage (128 m) d'Étienne Arnaud - Les Douze Travaux d'Hercule court métrage (164 m) de Émile Cohl - L'Enfant disgracié court métrage (240 m) de Louis Feuillade - Esther court métrage (436 m) de Louis Feuillade - Étienne Marcel court métrage (317 m) d'Étienne Arnaud - L'Exode court métrage (430 m) de Louis Feuillade - La Faute d'un autre court métrage (303 m) de Louis Feuillade - La Fiancée du conscrit court métrage (270 m) de Louis Feuillade - La Fille du passeur court métrage (282 m) de Louis Feuillade - L'Héritage court métrage (228 m) de Louis Feuillade - Le Journal d'une orpheline court métrage (305 m) de Louis Feuillade - La Justicière court métrage de Louis Feuillade - La Légende de Daphné court métrage (104 m) de Louis Feuillade - Lysistrata ou la Grève des baisers court métrage (260 m) de Louis Feuillade - Lysistrata - Le Martyre d'une femme court métrage (266 m) de Louis Feuillade - Le Matelot criminel court métrage (211 m) de Louis Feuillade - Mater Dolorosa court métrage (184 m) de Louis Feuillade - Maudite soit la guerre court métrage (189 m) de Louis Feuillade - La Mauvaise Nouvelle court métrage de Louis Feuillade - Le Mauvais hôte court métrage (225 m) de Louis Feuillade - 1814 court métrage (247 m) de Louis Feuillade - Le Miroir court métrage (239 m) de Louis Feuillade - La Mort de Camoens court métrage (207 m) d'Étienne Arnaud - La Nativité court métrage (302 m) de Louis Feuillade - Le Noël du chiffonnier court métrage (148 m) de Louis Feuillade - L'Œuvre accomplie court métrage (204 m) de Louis Feuillade - Le Pain quotidien court métrage (230 m) de Louis Feuillade - Pâques florentines court métrage (337 m) de Louis Feuillade - Le Pater court métrage (144 m) de Louis Feuillade - Pauvre petit ou Le Pauvre Gosse court métrage de Louis Feuillade - Le Quart d'heure de Rabelais court métrage (164 m) de Louis Feuillade - La Restitution court métrage (108 m) de Louis Feuillade - Le Roi de Thulé court métrage (220 m) d'Étienne Arnaud - Roland à Roncevaux court métrage de Louis Feuillade - Les Sept Péchés capitaux I : l'orgueil court métrage (120 m) de Louis Feuillade - Les Sept Péchés capitaux II : l'avarice court métrage (162 m) de Louis Feuillade - Les Sept Péchés capitaux III : la luxure court métrage (126 m) de Louis Feuillade - Les Sept Péchés capitaux IV : l'envie court métrage (384 m) de Louis Feuillade - Les Sept Péchés capitaux V : la gourmandise court métrage (103 m) de Louis Feuillade - Les Sept Péchés capitaux VI : la colère court métrage (40 m) de Louis Feuillade - Les Sept Péchés capitaux VII : la paresse court métrage (86 m) de Louis Feuillade - Le Tricheur ou Le Grec court métrage de Louis Feuillade - La Vengeance posthume du Dr. William court métrage (240 m) de Louis Feuillade - La Vie de Pouchkine court métrage de Louis Feuillade - 1911 : - La Tare (Film tourné en 6 parties - 913 m) de Louis Feuillade - Aux lions les chrétiens court métrage (276 m) de Louis Feuillade - Bacchus et Cupidon court métrage (255 m) de Léonce Perret - Cupidon - Le Bracelet de la marquise court métrage (283 m) de Louis Feuillade - Cupidon aux manœuvres court métrage (245 m) de Léonce Perret - Cupidon - Flore et Zéphir court métrage (87 m) de Louis Feuillade - Zéphyr - Les Grandes manœuvres court métrage de Léonce Perret - On ne badine pas avec le cœur court métrage (307 m) de Léonce Perret - Les Petites Apprenties court métrage (220 m) de Louis Feuillade - Le Roi Lear au village court métrage (360 m) de Louis Feuillade - La Souris blanche court métrage (313 m) de Louis Feuillade - Noémie - Vers l'idéal court métrage de Louis Feuillade - Les Vipères court métrage (360 m) de Louis Feuillade - La Peau de l'ours de Léonce Perret - 1912 : - La Course aux millions (905 m) de Louis Feuillade - Une infirmière - Le Mort vivant (931 m) de Louis Feuillade - Une religieuse - L'Amazone court métrage (305 m) de Henri Fescourt - Marget et Bénédict de Léonce Perret - Bout de Zan et sa tirelire court métrage (227 m) de Louis Feuillade - Graziella la gitane court métrage (480 m) de Léonce Perret - Graziella - Tyrtée court métrage (308 m) de Louis Feuillade - La Rançon du bonheur de Léonce Perret - 1913 : - L'Agence Pigeonneau court métrage (136 m) de Henri Fescourt - Une cliente de l'agence - Bout de Zan et le chemineau court métrage (117 m) de Louis Feuillade - L'Homme triste court métrage (117 m) Réalisation anonyme - La Lettre court métrage de René Le Somptier - La Poudre X court métrage (346 m) de René Le Somptier - Sur la voie court métrage (258 m) de Léonce Perret - 1914 : Cadette de Léon Poirier - 1914 : Bout de Zan et le Ramoneur de Louis Feuillade - 1914 : Les Leçons de la guerre moyen métrage (634 m) de Gaston Ravel - 1914 : Monsieur Charlemagne (1 052 m) de Léon Poirier - 1914 : Le Bon Tuyau court métrage (313 m) de René Le Somptier - 1914 : Bout de Zan et le ramoneur court métrage (245 m) de Louis Feuillade - 1914 : Ces demoiselles Perrotin court métrage (546 m) de Léon Poirier - 1914 : Les Sept Suffragettes de Saint-Lolo court métrage (179 m) de Henri Fescourt - 1915 : L'Autre devoir (945 m) de Léonce Perret - 1915 : Aimer, pleurer, mourir moyen métrage (879 m) de Léonce Perret - 1915 : Bouboule court métrage de Louis Feuillade - 1915 : Tante Lolotte de Léonce Perret - 1918 : Plouf a eu peur court métrage (400 m) de Fernand Rivers - 1919 : Barrabas ciné-roman hebdomadaire en 12 épisodes de Louis Feuillade - 1920 : Les Deux Gamines ciné-roman hebdomadaire en 12 épisodes |

| - 1921 : L'Orpheline de Louis Feuillade - 1923 : - La Fille bien gardée (1 880 m) de Louis Feuillade - Marie, la domestique de la baronne - La Gosseline (1 376 m) de Louis Feuillade - Irma Pédoizel - 1924 : - Le Gardien du feu (2 000 m) de Gaston Ravel - Tumette Chevanton - Lucette (1 600 m) de Louis Feuillade et Maurice Champreux - Madame Gibouard - L'Orphelin de Paris tourné en 6 époques - Les Étrennes à travers les âges court métrage de Pierre Colombier - 1925 : - Amour et Carburateur (1 750 m) de Pierre Colombier - Ursule Cachou - Autour d'un berceau ou La Raison de vivre/Cheveux blancs, boucles blondes (2 100 m) de Georges Monca et Maurice Kéroul - Madame Ronfledur - L'Espionne aux yeux noirs ou Le Prince Aryad/Le Sang des aïeux film en 8 épisodes - Gribiche (2 500 m) de Jacques Feyder - L'institutrice - Un fils d'Amérique (1 750 m) de Henri Fescourt - Madame Mouchin - Ces dames aux chapeaux verts d'André Berthomieu : Marie | - 1926 : - Au revoir... et merci ou Pneumatiques de E.B. Donatien et Pierre Colombier - Mme Mirandon - Le Capitaine Rascasse film tourné en 4 épisodes de Henri Desfontaines - Miss Waterburry - 1927 : - Belphégor film en 4 épisodes : Le Mystère du Louvre, De mystère en mystère, Le Fantôme noir, Les Deux Polices de Henri Desfontaines - La baronne Papillon - Le Chauffeur de Mademoiselle de Henri Chomette - Miss Clarence - La Cousine Bette (4 000 m, ramené à 2 650 m) de Max de Rieux - Élisabeth Fischer, La Cousine Bette - Morgane la sirène (1 600 m) de Léonce Perret - Gertrude - Un chapeau de paille d'Italie de René Clair - Une cousine - 1929 : - Cagliostro (2 850 m) de Richard Oswald - La duchesse de Mittau - Ces dames aux chapeaux verts (2 750 m) d'André Berthomieu - Mlle Marie Davernis, une des trois vieilles filles - Nuits de princes ou Nuits de tziganes (3 060 m) de Marcel L'Herbier - Mlle Mesureux |

### Période 1930 / 1962
- 1930 : Cendrillon de Paris de Jean Hémard
- 1930 : Paramount on Parade de Charles de Rochefort
- 1930 : Le Secret du docteur de Charles de Rochefort - Miss Reading
- 1930 : Le Tampon du capiston de Jean Toulout et Joe Francis - Hortense
- 1930 : Une femme a menti de Charles de Rochefort - Amélie Vaudrey
- 1930 : Monsieur Gazon court métrage de Henri Diamant-Berger - La fiancée du directeur
- 1931 : Le Capitaine Craddock ou Une bombe sur Monte-Carlo / Le Croiseur en folie d'Hans Schwartz et Max de Vaucorbeil - Isabelle
- 1931 : La Fortune de Jean Hémard - Mlle de Tavères
- 1931 : Pas sur la bouche de Nicolas Rimsky et Nicolas Evreïnoff - Mlle Poumaillac
- 1931 : Le Petit Écart de Reinhold Schünzel  et Henri Chomette
- 1931 : Les Quatre Vagabonds de Lupu-Pick - Emma
- 1931 : Tu m'oublieras de Henri Diamant-Berger - Rosine
- 1931 : Le Cheval du cinquième court métrage de Robert Rips
- 1932 : L'Affaire Blaireau de Henry Wulschleger - Mlle de Mauperthuis
- 1932 : Le Gamin de Paris de Gaston Roudès - La comtesse de Saint-Dizier
- 1932 : Mirages de Paris ou Nuits de Paris de Fédor Ozep - La directrice du pensionnat
- 1932 : Plaisirs de Paris ou Oh, ma mitrailleuse à musique de Edmond T. Gréville - Amélie Perdrigot
- 1932 : Si tu veux ou Excursions dans la ville / Roman d'amour / Quatre cœurs d'André Hugon - La logeuse
- 1932 : Franches lippées court métrage de Jean Delannoy
- 1932 : Invite Monsieur à dîner court métrage de Claude Autant-Lara
- 1932 : Ordonnance malgré lui moyen métrage de Maurice Cammage - La baronne du Flair
- 1933 : Baby de Karel Lamač et Pierre Billon - Miss Fitz
- 1933 : Un homme heureux de Antonin Bideau - Mme Fontanet
- 1933 : Feu Toupinel de Roger Capellani - La nourrice
- 1933 : La maternelle de Jean Benoit-Lévy et Marie Epstein - La directrice
- 1933 : Professeur Cupidon ou La Prof' de gym de Robert Beaudoin et André Chemel - Le professeur de français
- 1933 : Si tu vois mon oncle de Gaston Schoukens - Mme Ledroux
- 1933 : Son autre amour ou Dédé, son père et l'amour / Papa de Constant Rémy et Alfred Machard - Aurore
- 1933 : Un fil à la patte de Karl Anton - Marceline
- 1933 : La Belle Escale court métrage de Carlo Felice Tavano
- 1933 : Berlingot court métrage de Edmond T. Gréville
- 1933 : Coquin de sort d'André Pellenc
- 1933 : Le Gros Lot ou La Veine d'Anatole court métrage  de Maurice Cammage
- 1933 : Gudule court métrage de Pierre-Jean Ducis - Gudule, la servante
- 1933 : Le Témoin court métrage de Pierre de Cuvier
- 1934 : Madame Bovary de Jean Renoir - Mme Bovary, mère
- 1934 : L'Affaire Coquelet de Jean Gourguet - Hortense Coquelet
- 1934 : Antonia, romance hongroise de Max Neufeld et Jean Boyer - La directrice
- 1934 : La Banque Némo de Marguerite Viel - Madame Némo
- 1934 : Le Billet de mille de Marc Didier
- 1934 : La Caserne en folie de Maurice Cammage - Madame Durand
- 1934 : Le Chéri de sa concierge de Giuseppe Guarino  - Mme Matteville, la concierge
- 1934 : Compartiment de dames seules de Christian-Jaque - Madame Monicourt
- 1934 : Flofloche de Gaston Roudès - La directrice
- 1934 : L'Homme à l'oreille cassée de Robert Boudrioz - Mlle Sanibucco
- 1934 : L'Or dans la rue de Kurt Bernhardt - Madame Tourbier
- 1934 : Un tour de cochon de Joseph Tzipine
- 1934 : Un train dans la nuit de René Hervil - Miss Bourne
- 1934 : Alcide Pépie  court métrage de René Jayet - Adèle Biche
- 1934 : Les Chevaliers de la cloche  court métrage de René Le Hénaff - La marchande d'huitres
- 1934 : L'Espionne du palace court métrage de Gaston Jacquet et René Rufli
- 1934 : Les Suites d'un premier lit, moyen métrage de Félix Gandéra  - La veuve Arthur
- 1935 : Le Chant de l'amour ou Les femmes devant l'amour de Gaston Roudès - Mlle Estelle
- 1935 : Vaccin 48 moyen métrage de Andrew Brunelle - Tante Pauline
- 1935 : Le Contrôleur des wagons-lits de Richard Eichberg
- 1935 : Et moi j'te dis qu'elle t'as fait d'l'œil de Jack Forrester - La baronne de Lespinois
- 1935 : La Famille Pont-Biquet de Christian-Jaque - Mme Pont-Biquet
- 1935 : Juanita de Pierre Caron - La reine
- 1935 : La Petite Sauvage ou Cupidon au pensionnat de Jean de Limur - La directrice
- 1935 : Le Train d'amour de Pierre Weill
- 1935 : Vogue, mon cœur de Jacques Daroy - La chanoinesse
- 1935 : Le Nudiste des Champs-Élysées court métrage de Jacques Daroy
- 1935 : Son frère de lait court métrage  de Georges Pallu et Max Lerel
- 1935 : Un gros timide court métrage, réalisation anonyme
- 1936 : L'Appel du silence de Léon Poirier - La femme du notaire
- 1936 : La Course à la vertu Film inédit de Maurice Gleize - Cunégonde Pottier
- 1936 : Les Deux Gamines de René Hervil et Maurice Champreux - Mlle Bénazer
- 1936 : La Madone de l'Atlantique de Pierre Weill - Mme Villebon
- 1936 : Les Maris de ma femme de Maurice Cammage - La marquise de Paulac, la vieille tante
- 1936 : Mes tantes et moi de Yvan Noé - Tante Lucie
- 1936 : Œil de lynx, détective   de  Pierre-Jean Ducis - Mme Dunoyau
- 1936 : On ne roule pas Antoinette de Paul Madeux - La marquise de La Tour Barrée
- 1936 : La Rose effeuillée ou Cœur de gosse  de Georges Pallu - Mme Renault
- 1936 : Trois Jours de perm' de Georges Monca et Maurice Kéroul
- 1936 : L'Agence Sécurity court métrage de Edmond T. Gréville
- 1936 : Les Croquignolle moyen métrage de Robert Péguy - Mme Croquignolle
- 1936 : Hyacinthe court métrage d'Emile Salle
- 1936 : Irma Lucinde, voyante moyen métrage de Claude Orval - Irma Lucinde
- 1937 : Ces dames aux chapeaux verts de Maurice Cloche  - Marie
- 1937 : La Course à la vertu de Maurice Gleize
- 1937 : François Ier ou Les Amours de la belle Ferronnière de Christian-Jaque - Alfrédine, la duègne et Mme Cascaroni
- 1937 : Ignace de Pierre Colombier - La colonelle Durozier
- 1937 : Mon père et mon papa de Gaston Schoukens - Mme Martineau
- 1937 : Le Champion de ces dames de René Jayet - Mme Patterson
- 1937 : Les Chevaliers de la cloche de René Le Hénaff - La marchande d'huitres
- 1938 : Le Dompteur de Pierre Colombier - Hortense
- 1938 : La Marraine du régiment de Gabriel Rosca - Agathe Cascarel
- 1938 : Mon curé chez les riches de Jean Boyer - Une dame patronnesse
- 1938 : Mon oncle et mon curé de Pierre Caron - Mme de Laval, la tante
- 1939 : Feux de joie de Jacques Houssin - Maud, la professeur de Français
- 1939 : Dernière Jeunesse ou La fin d'une vie de Jeff Musso - La propriétaire de la maison
- 1939 : Femmes (The Women) de George Cukor film de 1939 - Elle double la voix en français de Mary Boland
- 1940 : Bécassine de Pierre Caron - La marquise de Grand-Air
- 1940 : Ils étaient cinq permissionnaires de Pierre Caron - Mlle de Grand-Prix
- 1941 : Sixième Étage de Maurice Cloche - La propriétaire
- 1941 : Pension Jonas de Pierre Caron - Rosa
- 1942 : L'Ange de la nuit de André Berthomieu - Mme Robineau
- 1943 : Le Capitaine Fracasse d'Abel Gance - Dame Léonarde
- 1944 : Le Merle blanc de Jacques Houssin - Mme Jules Leroy
- 1945 : Adieu chérie de Raymond Bernard - Mlle Chomelette
- 1945 : Cyrano de Bergerac de Fernand Rivers - La Duègne
- 1946 : Amours, Délices et Orgues ou Collège swing d'André Berthomieu - La tante Ursule
- 1946 : Boîte de nuit court métrage de Jean Devaivre - La cliente
- 1946 : La Pythonisse court métrage de Jean Devaivre
- 1948 : Blanc comme neige de André Berthomieu - Mlle de Brézolles
- 1949 : L'Auberge du péché de Jean de Marguenat - Mme Rallier
- 1949 : Une nuit de noces de René Jayet - Mme Portal
- 1951 : Jamais deux sans trois de André Berthomieu - La baronne Flouc de La Donzelle
- 1952 : Les Deux Monsieur de madame de Robert Bibal - La tante Irène
- 1952 : L'Île aux femmes nues de Henri Lepage - Mme Darcepoil, la pharmacienne
- 1952 : La Pocharde de Georges Combret - Mlle Pitois dite La Pimbêche'
- 1953 : Tambour battant de Georges Combret - La tante Hortense Gambier
- 1953 : Le Collège en folie de Henri Lepage
- 1954 : Fête de quartier ou Bistrot du coin (Is Kermis bij ons) de Paul Flon - Antoinette
- 1955 : Les deux font la paire d'André Berthomieu - L'habilleuse
- 1955 : On déménage le colonel de Maurice Labro - Elodie Grivier
- 1955 : Si Paris nous était conté de Sacha Guitry - Mme Denis
- 1956 : La Joyeuse Prison de André Berthomieu - Mme de Saint-Leu
- 1956 : Porte des Lilas de René Clair - La concierge
- 1957 : Le Tombeur de René Delacroix
- 1957 : Trois Marins en bordée de Émile Couzinet - La directrice
- 1958 : En bordée de Pierre Chevalier
- 1959 : Quai du point du jour de Jean Faurez - La concierge
- 1960 : Un couple de Jean-Pierre Mocky - Mme Mitouflet
- 1962 : Césarin joue les étroits mousquetaires d'Émile Couzinet
- 1962 : Le Jour le plus long (The Longest Day), de Ken Annakin, Andrew Marton et Bernhard Wicki - La concierge

### Télévision
- 1956 : Beaufils et fils de Roger Iglésis
- 1956 : Le mari ne compte pas de Roger Iglésis
- 1958 : Monsieur chasse de Stellio Lorenzi
- 1960 : De doux dingues de Guy Labourasse
- 1961 : Les Bijoux d'Isabelle de Jacques Rutman
- 1964 : Le Chanoine de Reims de Maurice Chateau
- 1967 : S.O.S hamster (Les créatures du bon-dieu) de Jean Laviron
- 1970 : Les Amants novices (Au théâtre ce soir) de Georges Folgoas - La belle-mère

## Théâtre
- 1917 : Chantecoq d'Arthur Bernède et Aristide Bruant, Théâtre de Cluny
- 1922 : Le Souffle du désordre de Philippe Faure-Fremiet, mise en scène Fernand Bastide, Théâtre des Mathurins
- 1926 : Debureau de Sacha Guitry, mise en scène de l'auteur, Théâtre Sarah-Bernhardt
- 1929 : Tristan et Iseut de Joseph Bedier et Louis Artus, mise en scène André Brûlé, Théâtre du Palais de la Méditerranée (Nice)
- 1931 : Ces dames aux chapeaux verts d'Albert Acremant d'après Germaine Acremant, Théâtre Sarah-Bernhardt
- 1932 : Une jeune fille espagnole de Maurice Rostand, mise en scène Harry Baur, Théâtre Sarah-Bernhardt
- 1939 : Mailloche de René Dorin, Théâtre de la Madeleine
- 1946 : La Bonne Hôtesse opérette de Jean-Jacques Vital et Serge Veber, mise en scène Fred Pasquali, Alhambra
- 1948 : Elle est folle, Carole de Jean de Letraz, mise en scène de l'auteur, Théâtre du Palais-Royal
- 1950 : Ces dames aux chapeaux verts de Germaine Acremant, Théâtre des Bouffes du Nord
- 1951 : Occupe-toi d'mon minimum de Paul Van Stalle, mise en scène Jean de Letraz, Théâtre du Palais-Royal
- 1952 : Many d'Alfred Adam, mise en scène Pierre Dux, Théâtre Gramont
- 1954 : On s'dit tout de Paul Van Stalle, mise en scène Simone de Letraz, Théâtre du Palais-Royal
- 1955 : Elle est folle, Carole de Jean de Létraz, mise en scène Madame Jean de Létraz, Théâtre du Palais-Royal
- 1958 : Mon p'tit pote de Marc Cab et Jean Valmy, mise en scène Jacques-Henri Duval, en tournée de Rouen à Lyon, interrompue à Marseille
- 1960 : Si la foule nous voit ensemble... de Claude Bal, mise en scène Jean Mercure, Petit Théâtre de Paris
- 1960 : De doux dingues de Michel André, mise en scène Jean Le Poulain, théâtre Édouard VII
- 1963 : Sur la pointe des pieds d'Yves Chatelain, mise en scène Jean-Paul Cisife, Théâtre des Arts
- 1965 : Gigi de Colette, mise en scène Jean-Michel Rouzière, Théâtre du Palais-Royal
- 1972 : De doux dingues de Michel André, mise en scène Jean Le Poulain, théâtre Édouard VII